# Сыново
Сы́ново (укр. Синове) — село в Сереховичевской сельской общине Ковельского района Волынской области Украины.
До 2020 года входило в Старовыжевский район.
Код КОАТУУ — 0725086001. Население по переписи 2001 года составляет 636 человек. Почтовый индекс — 44430. Телефонный код — 3346. Занимает площадь 3,52 км².